# Fernando Express
Fernando Express est un groupe allemand de schlager, originaire du Bade-Wurtemberg.

## Histoire
Le groupe naît en 1969 sous le nom de "Skippies" sous la forme d'un trio réunissant Josef Eisenhut, Hans Olbert et Klaus Lorenz. Le groupe se fait un nom dans sa région puis intègre d'autres musiciens. En 1982, il prend le nom de "Fernando Express". À la fin des années 1980, il y avait d'autres remaniements. Le trio engage la chanteuse Birgit Langer, la doublure de Mandy Winter dans les spectacles de Rudi Carrell. Il se produit ainsi en quatuor et tourne dans le sud de l'Allemagne. Il devient plus connu après sa participation au Deutsches Song-Festival en 1991. L'année suivante, Adam Schairer devient son nouveau producteur à la place de Jean Frankfurter.
Klaus Lorenz part en 2009 pour des raisons de santé et est remplacé par Reiner Prinz. Fin 2010, Birgit Langer quitte le groupe pour se lancer dans une carrière solo. Michaela Zondler lui succède.

## Discographie

### Albums
- 10/1985 Montego Bay
- 03/1987 Wir machen Holiday
- 09/1989 Dolce Vita
- 10/1990 Sehnsucht nach Sonne
- 10/1991 Unter den Sternen des Südens
- 11/1992 Das Märchen der weißen Lagune
- 03/1994 Alle Sehnsucht dieser Welt
- 03/1995 Ihre größten Erfolge
- 06/1996 Sei du meine Insel
- 03/1998 Die Könige der Tanzpaläste
- 09/1999 Wenn Egon tanzt
- 09/2000 Sonnentaucher
- 02/2002 Südlich der Sehnsucht
- 04/2004 Unser Traum darf nicht sterben
- 06/2005 Urlaub für die Seele
- 03/2007 Tanz auf dem Vulkan
- 09/2008 Meer der Zärtlichkeit
- 10/2010 Die Könige der Tanzpaläste
- 01/2012 Pretty Flamingo
- 08/2013 Bella Bellissima
- 06/2014 Sommer in der Seele

### Singles
- 05/1984 Sommer, Sonne, Liebe
- 05/1985 Montego Bay
- 10/1985 Goodbye Love
- ##/1986 Keiner da (Herzliche Grüße von Ibiza)
- 03/1987 Wir machen Holiday
- 10/1987 Voyage - Voyage
- 04/1988 Aloa
- 09/1988 Dolce Vita
- 05/1989 Fly Away Flamingo
- 09/1989 Holiday Lover
- 01/1990 Fiesta Americana
- 06/1990 Weiße Taube Sehnsucht
- 11/1990 Die versunkene Stadt
- 04/1991 Sehnsucht nach Samoa
- 09/1991 Flüsterndes Herz
- 12/1991 Farewell Kontiki
- 04/1992 Goodbye Bora Bora
- 08/1992 Das Märchen der weißen Lagune
- 01/1993 Canzone di Luna
- 07/1993 Jambo Jambo
- 01/1994 Piano, Piano
- 03/1994 Capitano
- 06/1994 Copacabana
- 07/1994 Alle Sehnsucht dieser Welt
- 03/1995 Mit dem Albatros nach Süden
- 09/1995 Du bist der Wind in meinen Segeln
- 05/1996 Der Tag, an dem die Sonne wiederkam
- 10/1996 Sei du meine Insel
- 06/2000 Casanova
- 05/2001 Die Insel der verlorenen Träume
- 10/2001 Über alle 7 Meere
- 02/2002 Santo Domingo, die Sterne und du
- 06/2002 Südlich der Sehnsucht
- 07/2009 Piroschka
- 10/2010 Fremde Augen – Fremde Sterne
- 01/2011 Ich geh durch die Hölle
- 09/2011 Pretty Flamingo

## Source de la traduction
- (de) Cet article est partiellement ou en totalité issu de l’article de Wikipédia en allemand intitulé « Fernando Express » (voir la liste des auteurs).